# Готель Мумбаї
«Готель Мумбаї» (англ.  Hotel Mumbai) — американо-австралійський трилер режисера Ентоні Мараса. У головній ролі: Армі Хаммер і Дев Патель.Прем'єра відбулася на Міжнародному кінофестивалі в Торонто 7 вересня 2018 року. Фільм знятий на основі реальних подій, що відбулися в 2008-му році в Мумбаї, коли був здійснений ряд терактів.

## Опис сюжету
26 листопада 2008 року. Група з десяти молодих бойовиків на гумовому човні вислуховує по телефону останні настанови свого керівника, а потім висаджується на узбережжі Бомбея. Вони відразу ж ловлять таксі і роз'їжджаються по потрібним їм точкам. Молодий офіціант-сикх Арджун прощається зі своєю вагітною дружиною та донькою і прибуває на роботу в елітний п'ятизірковий готель «Тадж-Махал-палас». Шеф-кухар Хемант Оберой усуває його від роботи, тому що по дорозі Арджун впустив черевики, але офіціантові вдається переконати начальника. В готель прибувають гості: американець Девід Дункан з дружиною Зарою Шамані і дитиною, російський бізнесмен Василь Арчевський.
Тим часом терористи приступають до справи. Двоє відкривають шквальний вогонь з автоматів у натовп пасажирів на вокзалі Вікторія, розстрілюють і захоплюють поліцейську машину і вирушають далі. Атаковані дванадцять об'єктів, влада дезорієнтовані. Двоє кидають гранату в вуличне кафе і поливають кулями відвідувачів. Незважаючи на свою молодість,терористи добре підготовлені та озброєні, всі несуть великі рюкзаки з боєприпасами та вибухівкою, кожен отримує вказівки по стільниковому телефону від якогось «Брата-буйвола». Вони йдуть на вірну смерть, їхні сім'ї мають отримати великі виплати.
Відвідувачі кафе і випадкові перехожі в паніці кидаються до «Тадж-Махал-паласу», менеджер готелю Діліп наказує охорони впустити натовп. Однак уцілілі потрапили з вогню та в полум'я, разом з ними заходять двоє терористів, а ще двоє вже знаходяться в готелі. Раптово вони відкривають вогонь і холоднокровно розстрілюють людей, не роблячи ні для кого винятків. Арджун наказує відвідувачам ресторану готелю сховатися під столами. Оберой заявляє своїм підлеглим, що всі охочі можуть піти але він не залишить гостей бо «гість це бог». Всі його люди крім двох погоджуються і залишаються. Шеф-кухар, його люди і Арджун відводять постояльців у приховане приміщення елітного салону без вікон і з міцними дверима. Там вони сподіваються на швидкий приїзд поліції. Проте поліцейські виявляються неготовими до такої ситуації, вони оточують готель і викликають спецпризначенців з Делі. П'ятеро сміливців все ж входять в готель, але потрапляють в засідку терористів. Тим не менш, двоє уцілілих інспекторів ранять одного з терористів, і вичерпавши патрони, тікають з готелю.
Девід в пошуках сина виходить з укриття і потрапляє в заручники, як і невелика група постояльців з Зарою і Арчевським, які вирішили піти на ризик і вибратися з готелю. В очікуванні атаки вже прилетів у місто спецназ,терористи мінують і підпалюють готель. Оберой і його люди виводять більше сотні уцілілих по службовій драбині, але завдяки дзвінку одного з постояльців ЗМІ, терористи дізнаються про цей відступ.Троє кидаються в погоню і наздоганяють втікачів на кухні, починається бійня. Беззбройні працівники готелю гинуть, намагаючись вивести людей і затримати терористів. Діліп кидається на терориста, намагаючись захистити Обероя і Арджуна. У цей момент на кухню вривається спецназ, відтісняючи терористів. Поранений терорист знищує заручників, але щадить Зару і виходить під кулі спеціального призначення. Зара знаходить няню Саллі, яка весь цей час ховалася в готелі з немовлям. Приголомшений тим, що трапилося, Арджун обіймає Обероя і повертається до сім'ї.

## В ролях
| Актор              | Роль                    |
| ------------------ | ----------------------- |
| Армі Гаммер        | Девід Дункан            |
| Джейсон Айзекс     | Василь Арчевський       |
| Назанін Бон'яді    | Захра Шамоні            |
| Дев Пател          | офіціант Аржун          |
| Анупам Кхер        | шеф-кухар Хемант Оберой |
| Наташа Лю Бордіццо | Брі                     |
| Енгус Макларен     | Едді                    |
| Тільда Кобем-Херві | няня Саллі              |
| Родні Афіф         | Матре                   |
| Сачин Джоаб        | Віджай Ґосвамі          |
| Зенія Старр        | Прабха                  |
| Випин Шарма        | менеджер готелю Діліп   |
| Лоуренс Куповиц    | молодий                 |
| Абхірой Сінгх      | Джеймі Мастерс          |
| Кармен Дункан      | леді Вінн               |
| Амандіп Сінгх      | терорист Імран          |
| Сухаїл Наяр        | Абдулла терорист        |
| Маной Мехра        | терорист Хусам          |
| Дінеш Кумар        | терорист Рашид          |
| Каміл Купар Нетра  | терорист Аджмал         |